# Station Wólka Plebańska
Station Wólka Plebańska is een spoorwegstation in de Poolse plaats Wólka Plebańska.